# Matatu

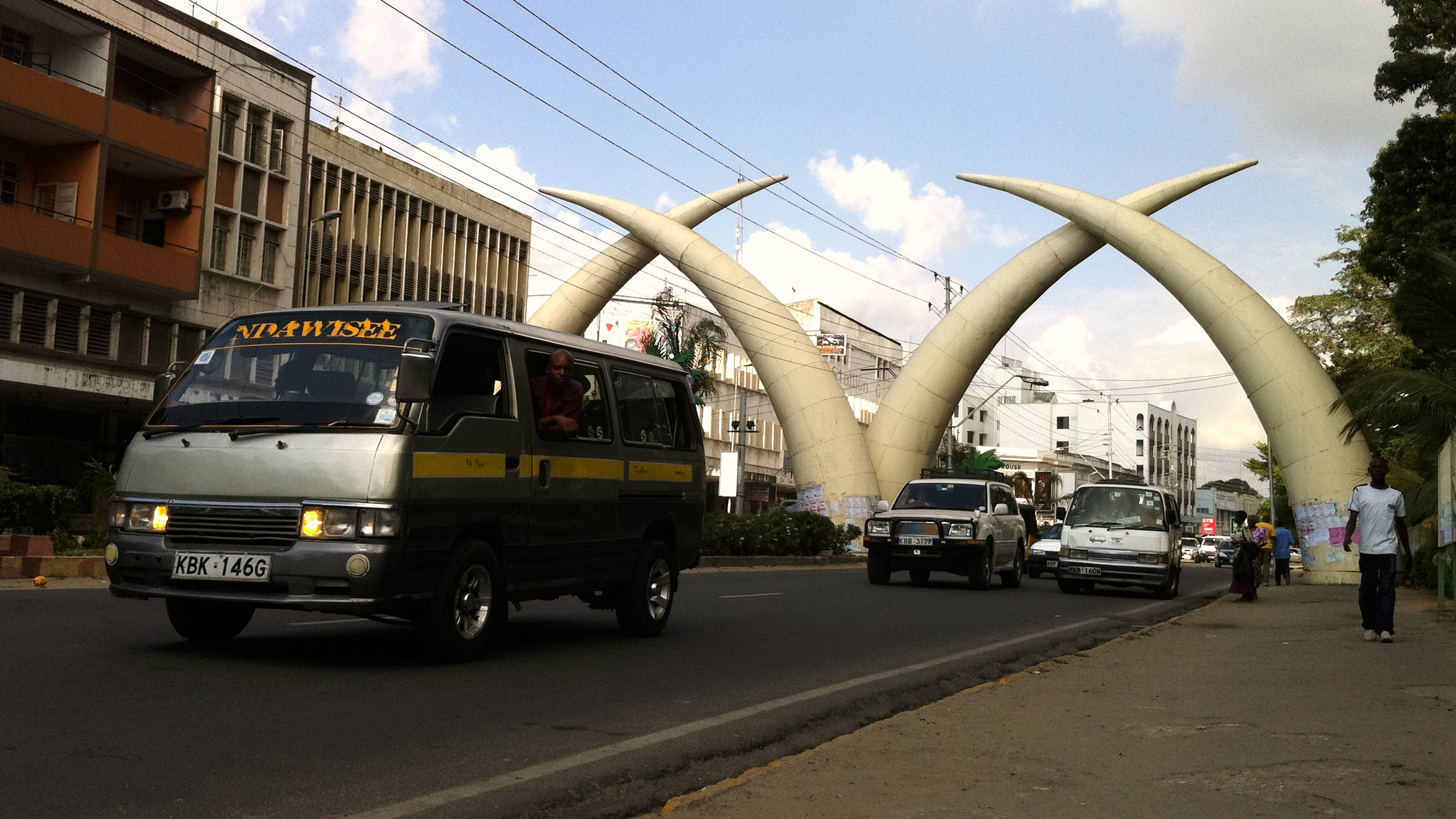
Matatu mit typischem gelben Kennungsstreifen in Mombasa

Ein Matatu ist ein Sammeltaxi in Kenia sowie Uganda und Kenias wichtigstes Transportmittel des öffentlichen Nahverkehrs. Das Personal eines Wagens besteht üblicherweise aus einem Fahrer und einem Begleiter, dem Makanga, manchmal auch Manamba genannt, dessen Aufgabe vor allem darin besteht, bei den Fahrgästen zu kassieren.

## Begriff
Der Name ist eine Form des Swahili-Wortes tatu (drei). Ob damit ein früherer Fahrpreis von drei Shilling oder anderen Münzen gemeint ist, oder aber drei Sitzreihen in den ersten Ausführungen des Fahrzeugs, darüber gehen die Meinungen auseinander. Heute wird matatu gerne auch mit dem ebenfalls aus dem Swahili stammenden Wort matata „Problem“ in Verbindung gebracht, da dem Matatu Lärm, Überteuerung und Überfüllung als charakteristische Probleme zugeschrieben werden – das dürfte aber ein Wortspiel sein und keine Herleitung des Namens.

## Funktion und Organisation

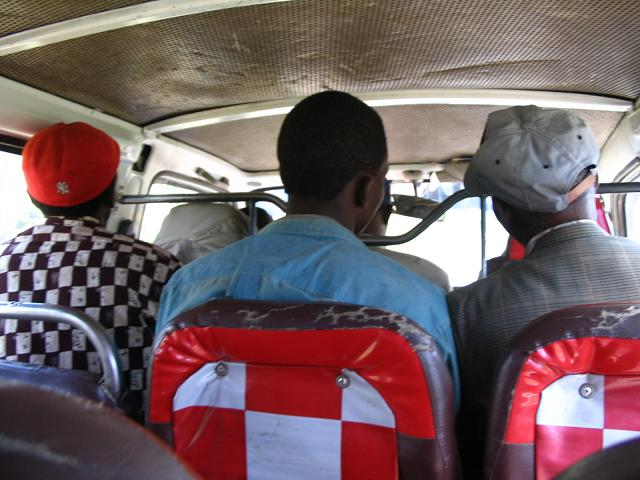
Fahrgäste in einem Matatu in Kenia

Mittlerweile fahren Matatus nicht nur in der Stadt, sondern auch auf dem Land. Früher handelte es sich bei den Fahrzeugen meist um Peugeot-Pick-ups mit aufgesetzter Kabine, heute meist um 16-sitzige Nissan-Minibusse mit vier Sitzbänken für je drei und der hinteren Sitzbank für vier Personen. In Uganda handelt es sich überwiegend um 15-sitzige Toyotabusse. Die Wagen fahren festgelegte Strecken, die in der Regel auf der Karosserie geschrieben stehen.
Matatus halten nicht an vorgegebenen Haltestellen an, sondern nach Bedarf der ein- oder aussteigenden Fahrgäste. Innerstädtische Fahrten kosten in Nairobi abhängig von Zielort und Tageszeit zwischen 20 und 100 Kenia-Schilling. So sind Fahrten in die Slums billiger als innerstädtische Fahrten während der Hauptverkehrszeit.
Die Fahrer arbeiten in der Regel entweder selbstständig mit einem Mietwagen oder als Angestellte. Dabei ist dem Fahrzeugbesitzer meist ein Fixpreis, beispielsweise 3.000 Schilling pro Tag, abzugeben, da die Arbeitgeber die Einnahmen kaum kontrollieren können. Alle überschüssigen Einnahmen gehen an Fahrer und Makanga.
Die Wagen sind oft auch im Besitz von Geschäftsleuten, die manchmal bis zu ein paar hundert Matatus unterhalten. Matatu-Besitzer müssen Mitglied im Matatu-Verband sein. Alle Matatus müssen mit einem dicken gelben Streifen markiert sein, der Fahrer trägt einen blauen Kittel, der Makanga einen roten. Diese drei Erkennungsmerkmale wurden zusammen mit einem Geschwindigkeitsbegrenzer erst seit etwa 2010 vorgeschrieben, um den Wildwuchs einzudämmen und das Verkehrsmittel zumindest halbwegs zu regulieren. Außen ist die maximale Beförderungsanzahl angegeben.
Matatus sind ein solch zentrales Element der kenianischen Alltagskultur, dass sie eine Vielzahl von Legenden und modernen Märchen hervorgebracht haben. So warnen massenhaft versendete Rundmails vor angeblichen Annäherungsversuchen der Fahrer, die die Passagiere vom Fahrersitz aus mit einer Spritze vergiften und dann ausrauben, wenn sie eingeschlafen sind.

## Probleme
Das Modell, nach dem Matatu-Fahrer oftmals einen Fixpreis an den Wagenbesitzer abgeben müssen und von den überbleibenden Einnahmen leben, führt oftmals zu einem weniger nachsichtigen Fahrstil, erhöhten Unfallzahlen und übermäßiger und vorschriftswidriger Sitzauslastung. Innerhalb von Städten sind Matatus meist überfüllt, sowohl durch Fahrgäste als auch sperriges Gepäck. Seit 2004 gibt es jedoch häufigere Kontrollen.
Ein weiteres Problem stellen Schutzgelderpressungen dar, mit denen sich Matatu-Betreiber, meist jedoch vor allem Makangas und Fahrer, konfrontiert sehen. Regelmäßig oder gar bei jeder Durchfahrt können Matatu-Betreiber in ihrem Heimatort von örtlichen Schutzgelderpressern zu Zahlungen angehalten werden. In und um Nairobi ist insbesondere die Mungiki für Schutzgelderpressungen bekannt. Zudem fordert die kriminelle Vereinigung mitunter, entweder den Fahrer oder den Makanga eines Matatus selber stellen zu können, um an den täglichen Einnahmen teilzuhaben. Die Mungiki, die sich aus der Ethnie der Kikuyu rekrutiert, hat in anderen Regionen entsprechende Pendants. Beispielsweise wird der Makanga beim Befahren eines bestimmten Quartiers zu einer Zahlung von 50 Schilling genötigt, worauf bei Nichtzahlung mit Sachbeschädigungen oder auch Körperverletzungen reagiert wird.

## Erscheinungsbild

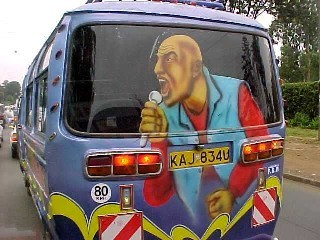
Ein Matatu in Nairobi

Mehrere Fahrzeuge sind, vor allem in Nairobi, mit Lichtanlagen, flackernden LED-Schläuchen, Flachbildschirm und Musikanlage ausgestattet, ähnlich der Inneneinrichtung einer Diskothek. Vor allem in Nairobi, aber auch in Mombasa, winken Passagiere, wenn sie es sich zeitlich leisten können, mehrere Matatus durch und warten längere Zeit, um mit der favorisierten Musik im Stau zu stehen. Einige Matatus sind hinten mit christlichen oder humoristischen Sprüchen wie „Gott rettet Dich“ oder „Disco-King“ versehen.